# Khadra
Khadra (în arabă خضراء) este o comună din provincia Mostaganem, Algeria.
Populația comunei este de 14.045 locuitori (2008).